# Enrique Torres Belón
Enrique Torres Belón (Lampa, Perú; 12 de julio de 1887 - Lima; 10 de octubre de 1969) fue un ingeniero de minas y político peruano. Fue diputado por Lampa (1924-1930 y 1939-1948), senador por Puno (1956-1962) y presidente del Senado (1957-1958).

## Biografía
Enrique Torres Belón, nació en la ciudad de Lampa (Perú), siendo sus padres el Dr. José María Torres y Doña Cecilia Belón.
Realizó sus estudios escolares en el Colegio de su ciudad natal; luego pasó al Colegio Nacional San Carlos de Puno y al Colegio Nacional de la Independencia Americana de Arequipa. Luego estudió en la Escuela Nacional de Ingeniería (hoy Universidad Nacional de Ingeniería), obteniendo el título de Ingeniero de Minas en 1911.
Se casó con Esther Philipps Ramos, quien falleció en 1958. No volvió a casarse y no tuvo hijos.
Entre 1911 y 1920 ejerció su profesión en importantes centros mineros de Junín, Apurímac y La Libertad. En Cotabambas (Apurímac) tuvo un serio accidente que lo obligó a viajar a Estados Unidos para tratarse, a consecuencia del cual perdió la visión de un ojo. Luego fue designado por el gobierno de Augusto B. Leguía para formar parte de la Comisión de Irrigación de El Imperial (Cañete), trabajo que desempeñó de 1921 a 1924.
Fue elegido diputado por la provincia de Lampa en 1924, siendo reelecto en 1929, pero la caída de Leguía frustró este último periodo parlamentario. En 1939 volvió a ser elegido diputado por dicha provincia, siendo reelegido en 1945. Integró la Comisión redactora del nuevo Código de Minería en 1940, fue Primer Vicepresidente de su Cámara en dos oportunidades y Presidente de la Comisión de Presupuesto. El golpe de Estado de 1948 frustró nuevamente su periodo parlamentario.
En 1956 fue elegido senador por Puno, correspondiéndole presidir su Cámara en la legislatura de 1957. Fue autor de la ley que dispuso el funcionamiento de la Universidad de Puno con el nombre de Universidad Técnica del Altiplano, en 1961.
Fue también presidente de varias instituciones: de la Junta Nacional de Fomento de Producción Alimentaria, del Rotary Club de Lima y del Colegio de Ingenieros (cargo que le sería otorgado en forma vitalicia).
Donó a su pueblo natal su biblioteca conformada por más de 8.000 volúmenes y su colección de piezas arqueológicas y artísticas.
En su memoria, el estadio de la ciudad de Puno lleva su nombre.

## Copia de La Piedad

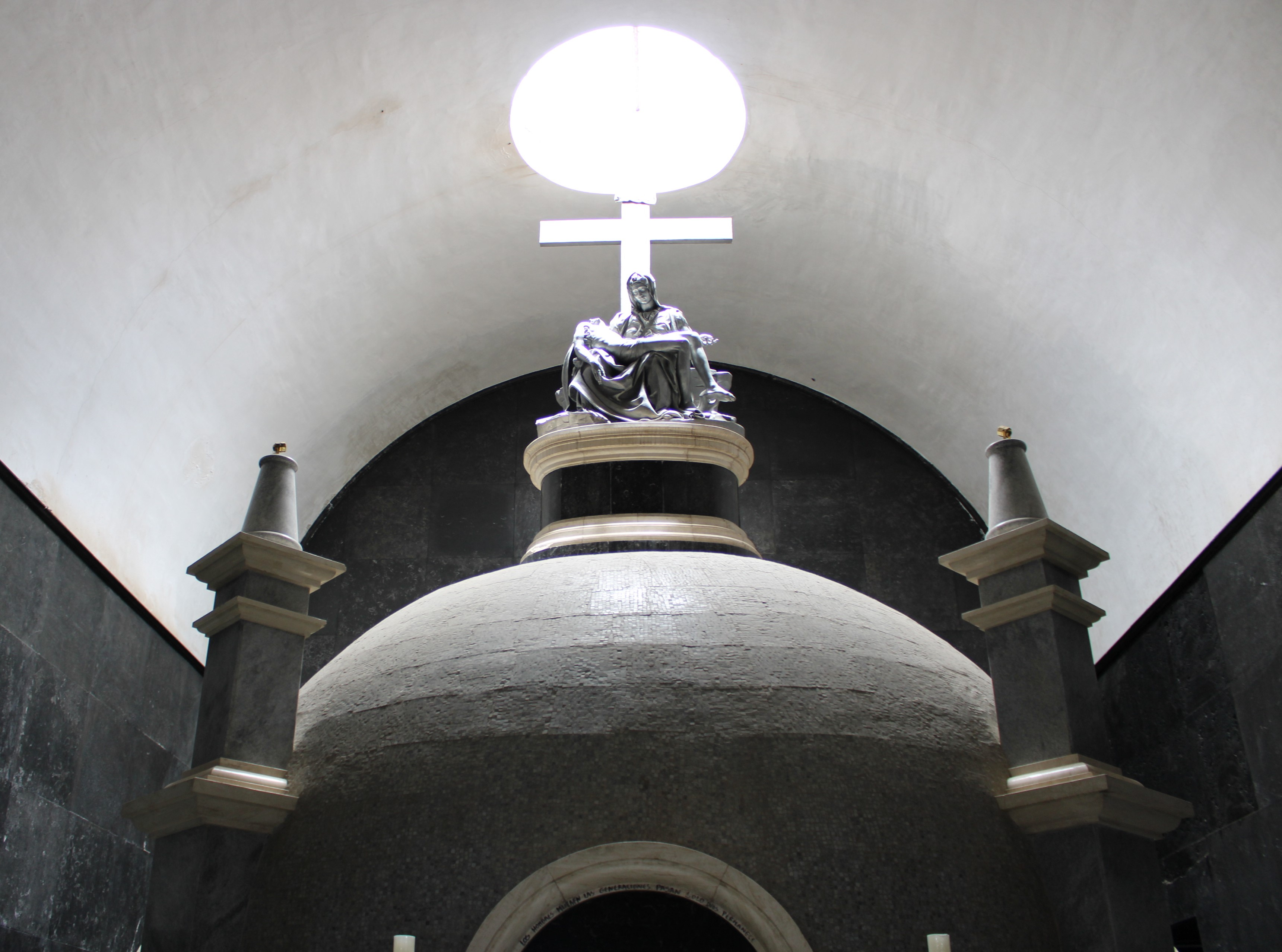
Tumba de Enrique Torres Belón

Torres Belón también es conocido por haber gestionado, durante los años 50, la adquisición de una réplica de La Piedad de Miguel Ángel con el consentimiento del Vaticano para adornar su tumba. Actualmente, esta réplica se encuentra en la municipalidad de Lampa. La tumba, por su parte, está coronada con otra copia de La Piedad dentro del templo de Santiago Apóstol en Lampa. En la misma tumba de Torres Belón también se encuentran restos óseos de otras personas que vivieron en Lampa. 